# The Modern Prodigal
The Modern Prodigal er en amerikansk stumfilm fra 1910 af D. W. Griffith.

## Medvirkende
- Guy Hedlund
- Clara T. Bracy
- George Nichols
- Kate Bruce
- Jack Pickford